# Ali Akbar Mohtashamipur
Ali Akbar Mohtashamipur (Teheran, 30 agosto 1947 – Teheran, 7 giugno 2021) è stato un politico e diplomatico iraniano.

## Biografia
Fu uno dei fondatori di Hezbollah. Ambasciatore iraniano in Siria negli anni 80, perse in quel periodo una mano in seguito a un attentato. Divenne poi Ministro dell'Interno.
Mohtashamipur è morto nel 2021 per complicazioni da Covid-19.